# النزاع على عرش بيت المقدس (1152)
الحرب الأهلية في القدس كانت صراعًا داخليًا في مملكة بيت المقدس، حيث عارض الملك بالدوين الثالث والدته ميليسندا، التي كانت وصية على العرش، وذلك في سنة 1152.

## عملية
منذ عام 1143، وبعد وفاة فولك ملك مملكة بيت المقدس، تولت أرملته ميليسندا الحكم كوصية باسم ابنها بلدوين الثالث.
وعندما بلغ بلدوين سن الرشد في مطلع عام 1152، كان من المقرر تتويجه يوم عيد الفصح (30 مارس). كانت ميليسندا تتوقع أن تكون إلى جانبه في هذا الحدث، لكنه خالف التوقعات وظهر وحده في الحفل. وعلى الرغم من تحفظ رجال الدين، تُوّج بلدوين بمفرده.
وبعد أن حاز على دعم عدد من بارونات المملكة، دعا والدته رسميًا لتسليمه كامل السلطة. إلا أن ميليسندا، بدعم من رجال الدين، لم تتنازل سوى عن مدينتي صور وعكا، بينما احتفظت بالقدس والسامرة كمهر لها.
هذا القرار لم يُرضِ بلدوين، الذي اعتبر أن تقسيم المملكة بهذه الطريقة سيؤدي إلى هزيمتها أمام المسلمين. وبعد أن رفضت ميليسندا التنازل، تحصّنت في نابلس، بينما توجّه بلدوين إلى القدس.
استمر بلدوين في حملته، فحاصر ميرابيل، المعقل الذي كان يتحصن فيه القائد ماناسيس دي هيرجيس، أبرز داعمي ميليسندا. تمكن من السيطرة على المدينة ونفى ماناسيس إلى أوروبا، ثم حاصر نابلس واستولى عليها، وتوجّه بعدها إلى القدس.
حاولت قسيمة أنغوليم، وبطريرك القدس التدخل للوساطة، لكن بلدوين رفض، رغم علمه بأنهما من أنصار ميليسندا. دخل المدينة وبدأ في حصار برج القلعة، حيث كانت ميليسندا وأنصارها، من بينهم فيليب دي ميلي، وعموري كونت يافا، وقسيمة أنغوليم، متحصنين.
بدأ بلدوين في تركيب آلات الحرب تمهيدًا للهجوم على البرج، لكن وجهاء المدينة تمكنوا من إقناع ميليسندا بالاستسلام، فانسحبت إلى نابلس في منطقة السامرة.

## عواقب
كانت الدول الصليبية في الشرق تمرّ بفترة ضعف، إذ كانت مملكة بيت المقدس، وإمارة أنطاكية، ومقاطعة طرابلس تحت حكم الأوصياء، في حين استعاد الأتراك السيطرة تدريجيًا على مقاطعة الرها.
وقد عززت الحرب مكانة بلدوين الثالث، وتمكن في السنوات التالية من تنسيق الدفاع عن هذه الدول في وجه هجمات أمراء المسلمين في سوريا.